# 王洪文
王 洪文（おう こうぶん、ワン ホンウェン、1935年12月 - 1992年8月3日）は、中国の政治家。四人組の一人であり、中国共産党中央委員会副主席を務めた。

## 経歴
1951年、中国人民解放軍に従軍し、朝鮮戦争にも参加した。1956年に兵役を終え、上海第十七棉紡織工場保安課に就職する。
1966年、上海十七綿紡績工場の労働者革命造反司令部「司令」になり、上海市の造反派の指導者となった。1967年の上海人民公社設立の際にその立役者として活躍し、その功で上海市革命委員会副主任に選ばれた。
1969年には党中央委員に選出され中央に移り、翌年の1970年には労働者代表団を率いてアルバニアを訪問している。毛沢東の寵愛をうけて1973年の10全大会では党副主席・党政治局常務委員に大抜擢された。
「四人組」の中では最年少だったが、党内の順位はもっとも高かった。文革中、工場労働者から党副主席まで異例の大昇進をとげたため「ヘリコプター昇格」とも言われた。ただ、1974年には鄧小平の筆頭副首相就任反対を二度にわたって毛沢東に進言したが、逆に毛沢東の逆鱗に触れて王洪文の方が自己批判をさせられるなど、その寵愛は絶対的というわけでもなかった。
毛沢東の死後、1976年10月6日に文革右派からクーデター的に「四人組」の一人として逮捕された。1977年7月、10期3中全会で党籍を剥奪され、1981年1月、最高人民法院特別法廷の林彪四人組裁判で終身刑の判決を受けた。
1992年8月3日、肝臓疾患により獄中死した。56歳没。